# Franz R. Friedl
Franz R. Friedl, ook bekend onder de artiestennaam Jacques Renée (30 mei 1892 in Oberkappel, Oostenrijk – 5 december 1977 in Essen), was een Oostenrijkse violist, componist en filmcomponist.

## Biografie
Komend uit een middeleeuws kuipersgeslacht doorliep hij het gymnasium en kreeg daarna een artistieke opleiding van Rosé, Carl Flesch en Hugo Kaun. Friedl werkte daarna als concertmeester in Dortmund en Dresden. Van 1923 tot 1926 was Franz Friedl eerste altviolist in het Teatro Colón (Buenos Aires). Vanaf 1927 werkte hij ook als freelance componist en componeerde kamermuziek, ouvertures, amusement en sinds 1933, ook filmmuziek.
In het Derde Rijk was Friedl een van de drukste filmcomponisten van Duitsland en leende hij zich meermaals voor propaganda zoals de pseudo-documentaire Der ewige Jude. Tussen 1942 en 1945 was Friedl muzikaal directeur bij de Deutsche Wochenschau. Friedl schreef ook een aantal partituren voor culturele en documentaire films. In de beginjaren van DEFA werkte Friedl voor het communistische staatsbedrijf in de Duitse Democratische Republiek. Eind jaren vijftig voltooide de componist zijn werk voor de speelfilm grotendeels.

## Filmografie
- 1932: Das Testament des Dr. Mabuse
- 1933: Von Gemsen und Steinböcken
- 1933: Aus der Heimat des Elchs. Tierbilder aus den finnischen Wäldern
- 1933: Affenstreiche
- 1933: Kraftleistungen der Pflantzen
- 1933: Rivalen der Luft
- 1934: Von Königsberg bis Berchtesgaden
- 1934: Besuch im Karzer
- 1934: Wilhelm Tell
- 1934: Wunderbauten aus Chinas Kaiserzeit. Bilder aus Peking
- 1934: Schloß Hubertus[4]
- 1934: Von Schwarzkitteln und Schauflern
- 1935: Frischer Wind aus Kanada
- 1935: Abessinien von heute – Blickpunkt der Welt (Documentaire)
- 1935: Stützen der Gesellschaft
- 1935: Im Lande Widukinds
- 1935: Die Heilige und ihr Narr
- 1935: Kater Lampe
- 1935: Jonny, haute-couture
- 1936: Flitterwochen
- 1936: Annemarie
- 1937: Spreehafen Berlin (Documentaire)
- 1937: Kamerajagd auf Seehunde
- 1937: Im Reiche Arelat
- 1938: Es leuchten die Sterne[4]
- 1938: Das Ehesanatorium
- 1938: Liebelei und Liebe
- 1938: Altes Herz geht auf die Reise
- 1938: Rätsel der Urwaldhölle (Documentaire)[5]
- 1938: Vom Hauswirt und Mieter auf dem Meeresgrund
- 1938: Der Edelweißkönig
- 1939: Petri Heil! Fischerleben in deutschen Gauen
- 1939: Arinka (Sovjet-Unie, Leninfilm)[6]
- 1939: Das Ekel (1939)[4]
- 1940: Kampf um Norwegen
- 1940: Der ewige Jude
- 1941: Rügen
- 1941: Der Neusiedler See (Documentaire)
- 1941: Dorfheimat
- 1942: Geheimnisvolle Moorwelt (Documentaire)
- 1943: Volksleben am Rande der Sahara (Documentaire)
- 1943: Welt im Kleinsten (Documentaire)
- 1944: Der unsichtbare Schlagbaum
- 1944: Ruf an das Gewissen (Universum Film AG: 1949)[2]
- 1946: Im Kampf uns Glück (Sovjet-Unie, Lenfilm)
- 1949: Quartett zu fünft[3]
- 1950: Bürgermeisterin Anna[3][7]
- 1950: Leben aus dem Teich
- 1951: Berlin kommt wieder
- 1951: Die Brunnen von Berlin
- 1951: Zugverkehr unregelmäßig[3]
- 1951: Es geht nicht ohne Gisela[2]
- 1958: Kanaillen[2]

## Composities
- Beethoven: Symphony No. 3 in F Flat "Eroica" Op. 55, Berlin Symphony Orchestra (1952)[8]
- Brahms: Symphony No. 3 in F Major, Op. 90, Berlin Symphony Orchestra (1953)[8]
- Brahms Symphony No. 4 on Royale 1239, Berlin Symphony Orchestra (1969)[9]
- Blaue Mondnacht am Amazonas, Tanzorchester Erhard Bauschke (Gr. 10704 / 7477 1/2 GR (1937)[10]
- La Danza, Fritz Wunderlich, Ein Unvergessener Tenor (1969)
- Prolog, für großes Orchester[11]
- Schubert: Symphony No. 3 in D Major, Royale 1236, Berlin Symphony Orchestra (1952)
- Tanz der Masken, Ballett-Fantasie für großes Orchester[11]
- Tänzerisches Capriccio, für Orchester[11]
- Viennese Waltzes, Op. 90, Berlin Symphony Orchestra (1950)